# Diprotodontoidea
Die Diprotodontoidea ist eine Überfamilie australisch-neuguineischer Megafauna innerhalb der Vombatiformes. Tiere, die dieser Überfamilie angehören, existierten vom späten Oligozän bis zum späten Pleistozän und gehörten zu den größten Beutelsäugern der Erdgeschichte.

## Allgemeine Systematik
Die Diprotodontoidea umfasst zwei nah verwandte Familien, die Familie Diprotodontidae und die Familie Palorchestidae. Die Familie Diprotodontidae teilt in zwei Unterfamilien auf, die  Diprotodontinae und die Zygomaturinae. Als am nächsten verwandt mit der Diprotodontoidea gilt die Familie der primitiven Vombatomorphia der Wynyardiidae.

## Innere Systematik
Nach Black, Mackness 1999 (aus: Long, Archer, Flannery, Hand: Prehistoric Mammals of Australia and New Guinea, one hundred million years of evolution. Johns Hopkins University Press, Baltimore / London 2002, ISBN 0-8018-7223-5):
- Diprotodontoidea
  - Palorchestidae
    - Palorchestes
    - Propalorchestes

  - Diprotodontidae
    - Diprotodontinae
      - Ngapakaldia
      - Pitikantia
        - Bematherium
          - Pyramios
            - Meniscolophus
            - Euowenia
              - Euryzygoma
              - Diprotodon

    - Zygomaturinae
      - Raemeotherium
      - Silvabestius
        - Alkwertatherium
          - Nimbadon
            - Kolopsoides
            - Plaisiodon
              - Neohelos
                - Kolopsis
                - unbenannte Klade
                  - Zygomaturus
                  - unbenannte Klade
                    - Hulitherium
                    - Maokopia